# Los Tojos
Los Tojos ist eine Gemeinde in der spanischen Autonomen Region Kantabrien. Es ist eine der drei Gemeinden, die das Tal von Cabuérniga bilden und liegt im westlichen Teil der Gemeinde, innerhalb der Comarca Saja-Nansa. 

## Lage
Sie liegt etwa 62 Kilometer von der kantabrischen Hauptstadt Santander entfernt. Los Tojos grenzt im Norden an die Gemeinden Cabuérniga und Ruente, im Osten an Molledo und Bárcena de Pie de Concha, im Westen an Cabuérniga und die Vereinigung Campoo-Cabuérniga und im Süden an die Vereinigung Campoo-Cabuérniga und die Bruderschaft von Campoo de Suso. Ihre maximale Höhe, die im Süden der Gemeinde liegt, beträgt 1320,7 Meter.

## Orte
- Bárcena Mayor
- Correpoco
- Saja
- El Tojo
- Los Tojos (Hauptort)

## Bevölkerungsentwicklung
| 1877 | 1900 | 1950 | 1981 | 1991 | 2001 | 2011 |
| ---- | ---- | ---- | ---- | ---- | ---- | ---- |
| 1081 | 911  | 816  | 422  | 424  | 424  | 429  |